# Le Petit Bleu de Paris
Pour les articles homonymes, voir Le Petit Bleu.
Le Petit Bleu de Paris est un journal quotidien illustré français publié entre 1898 et 1940.

## Histoire
Fondé par les frères Charles et Gustave Simon, Le Petit Bleu de Paris a pour commanditaire le patron de presse américain James Gordon Bennett junior, fondateur de l'édition européenne du New York Herald. Ce dernier quotidien et Le Petit Bleu sont les premiers journaux parisiens à être composés sur linotype.
Inspiré des grands journaux américains, Le Petit Bleu est l'un des premiers quotidiens illustrés de la presse française, deux ans après la tentative du Quotidien illustré fondé par Guillaume Sabatier (d). Imprimé en noir sur papier blanc, avec un titre bleu et des annonces rouges en quatrième page, il doit son nom, à l'instar de plusieurs autres journaux francophones (comme le Petit Bleu de Bruxelles), à l'expression « petit bleu »  désignant un télégramme.
Installé au no 5 de la rue du Helder, il a pour premier rédacteur en chef Émile Blavet. Le poste de secrétaire de la rédaction est tout d'abord confié à Henri de Weindel (d).
Au début du XXe siècle, différents journalistes se succèdent à la tête du journal. Vers 1901-1903, Le Petit Bleu est dirigé par Henri Avenel. En 1903, André Vervoort est rédacteur en chef.